# Sonneratia

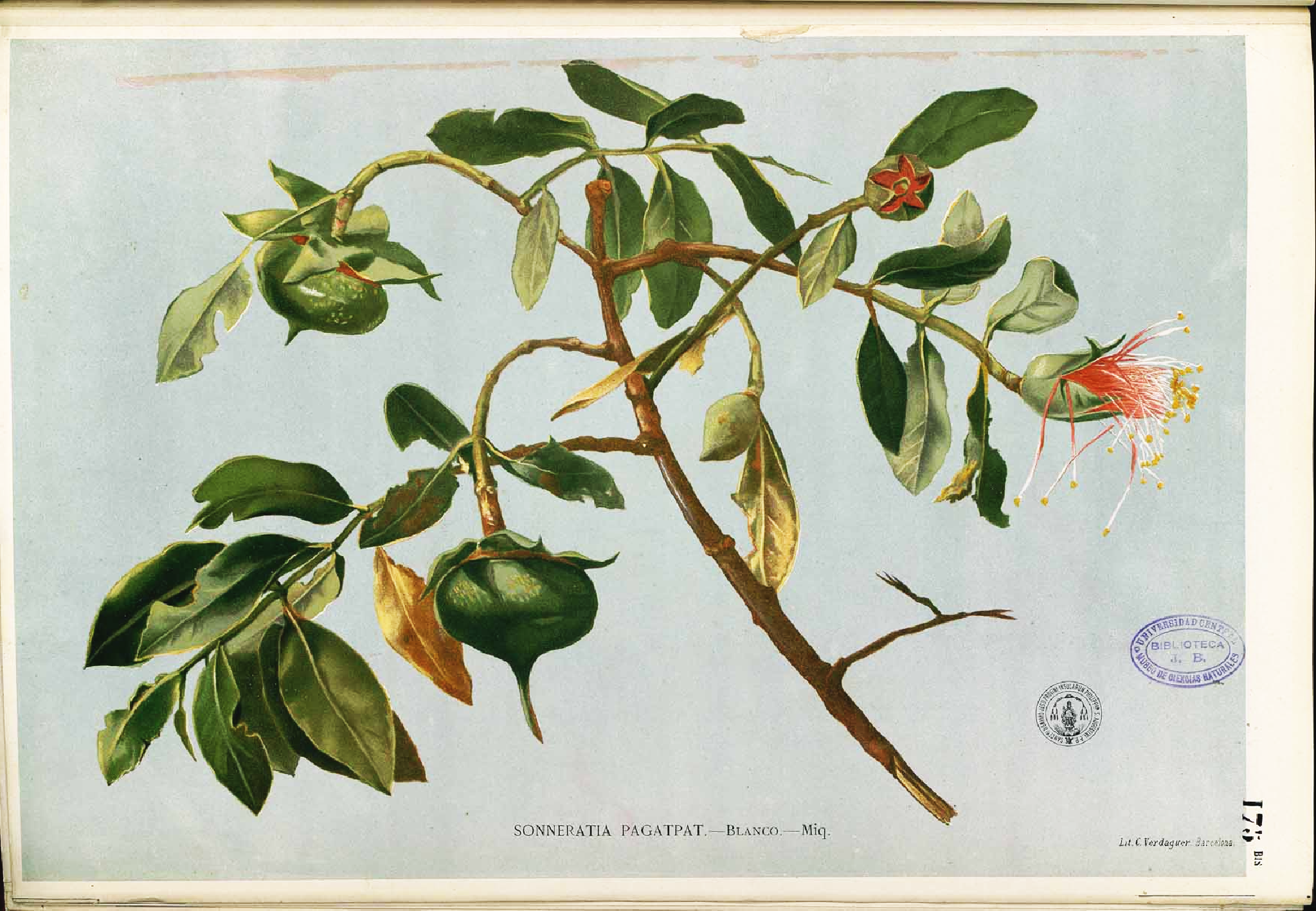
Sonneratia pagatpat

Sonneratia és un gènere de plantes amb flor de la família Lythraceae.

## Descripció
Són arbres que creixen als manglars, preferentment als baixos de marea fangosos. El fruit d'algunes espècies és comestible.
Abans aquest gènere formava part d'una família anomenada Sonneratiaceae que agrupava Sonneratia i Duabanga. Actualment però aquests dos gèneres tenen llurs pròpies subfamilies monotípiques dins de la família Lythraceae.

## Taxonomia
N'hi ha vint espècies de Sonneratia:
- Sonneratia acida L.f.
- Sonneratia alba Griff.
- Sonneratia apetala Buch.-Ham.
- Sonneratia caseolaris (L.) Engl.
- Sonneratia evenia Blume
- Sonneratia griffithii Kurz
- Sonneratia gulngai N.C.Duke
- Sonneratia hainanensis W.C.Ko, E.Y.Chen & W.Y.Chen
- Sonneratia iriomotensis Masam.
- Sonneratia lanceolata Blume –[1]
- Sonneratia mossambicensis Klotzsch
- Sonneratia neglecta Blume
- Sonneratia obovata Blume
- Sonneratia ovalis Korth.
- Sonneratia ovata Backer
- Sonneratia pagatpat Blanco
- Sonneratia paracaseolaris W.C.Ko, E.Y.Chen & W.Y.Chen
- Sonneratia punctata J.F.Gmel.
- Sonneratia rubra Oken
- Sonneratia urama N.C.Duke